# Double Dragon II: The Revenge
Double Dragon II: The Revenge (ダブルドラゴンII ザ・リベンジ Daburu Doragon II: Za Ribenji?) är ett sidscrollande beat 'em up-spel från Technōs Japan, ursprungligen utgivet som arkadspel 1988. Spelet porterades 1989 till NES, och senare även till Sega Mega Drive och PC Engine. I NES-versionen fanns denna gång möjligheterna till tvåspelarläge.
I Sverige släpptes spelet endast till uthyrning i videobutiker och med 15-årsgräns. Liksom många andra spel blev spelet till slut tillgängligt i begränsad upplaga när spelkonsolen hade tappat sin popularitet till mer moderna system.

## Handling
Gängkrig råder ute på gatorna, och maffian härskar i storstäderna. Bröderna Lee vågar dock stå upp mot maffian. När skurkarna ger sig på Marion ger sig bröderna Lee ut för att hämnas. Jakten för dem genom stadens gator och via helikopterfärd till den ö Shadow Warriors-syndikatets hemliga gömställe finns.

### Fotnoter
1. 1 2 3 4  ”Double Dragon II: The Revenge”. NES DB. 21 mars 1989. Arkiverad från originalet den 11 mars 2015. https://web.archive.org/web/20150311183105/http://www.nesdb.se/game_more.php?id=381&rid=1. Läst 27 april 2014.
2. ↑  ”Ny sida 1”. martinshemsida.se. Arkiverad från originalet den 12 augusti 2010. https://web.archive.org/web/20100812174006/http://www.martinshemsida.se/htm/double.htm. Läst 17 november 2017.